# Signe Ehrenborg-Lorichs

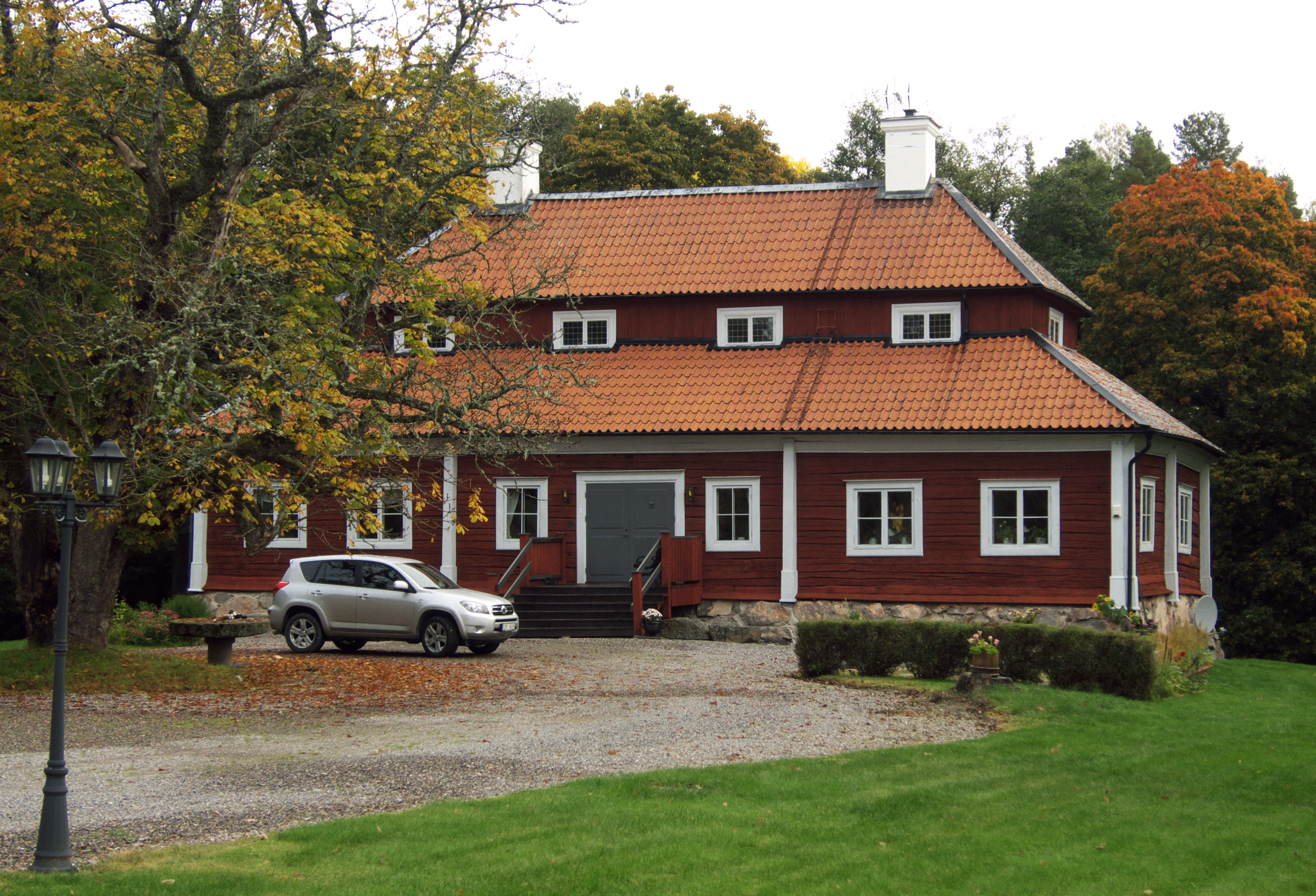
Valsta säteri i Odensvi socken i Västmanland.

Signe Emilie Louise Ehrenborg-Lorichs, född Lorichs 25 maj 1889 på Valsta säteri i Odensvi, död där 23 augusti 1979, var en svensk friherrinna och skulptör.
Ehrenborg studerade skulptur för Anna Petrus och V. R. Rasmussen i Oslo, A.J. Bundgaard i Köpenhamn samt Julio Vicent i Madrid och under studieresor till ett flertal europeiska länder bland annat Spanien där hon vistades i nästan ett år. Hon medverkade i utställningar med Västerås konstförening. Lera och trä blev Ehrenborg-Lorichs främsta uttrycksmedel och hennes produktion omfattar en rad porträttbyster och reliefer i privat ägo.                                      
Flera av Signe Ehrenborg-Lorichs statyer göts vid Meyers konstgjuteri.

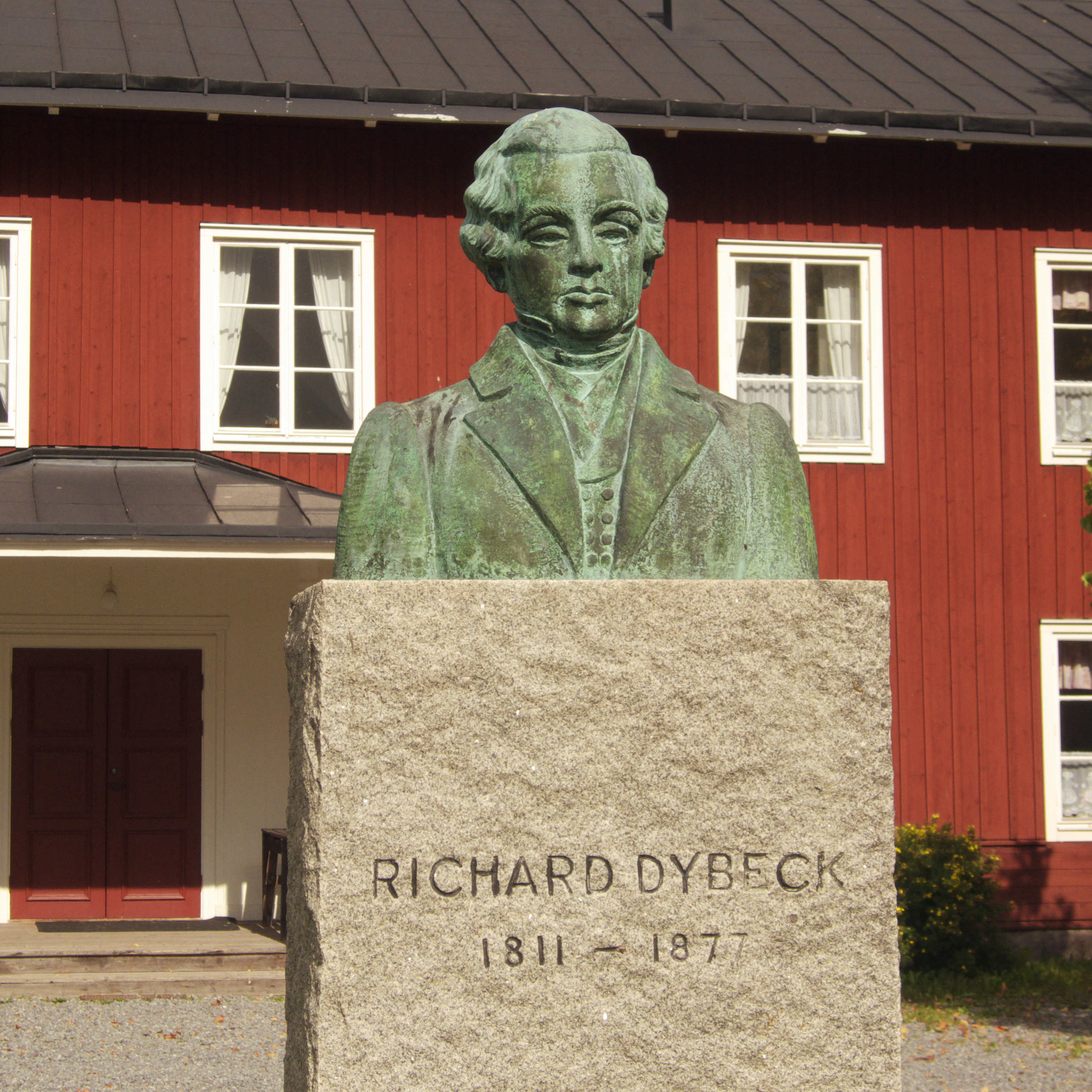
Byst i brons över Richard Dybeck vid Dybecksgården i Odensvi, Köping utförd av Signe Ehrenborg-Lorichs

Vid Dybecksgården i Odensvi finns Richard Dybecks byst i brons utförd av Signe Ehrenborg-Lorichs på Valsta säteri i Odensvi socken. Bysten avtäcktes av prins Wilhelm 1937. Redan 1917 restes minnesstenen över bygdens son, Richard Dybeck, vid dennes födelseplats i Odensvi. 1954 avtäcktes bysten.
Signe Ehrenborg-Lorichs skapade Drottning Filippa och enhörningen, som inköptes av Köpings kommun 1953. Den är gjuten i brons, höjd 80 centimeter, sockel 130 centimeter. Platsen Bivurparken.
Signe Ehrenborg-Lorichs var dotter till Fredrik Lorichs (1852–1927) och Anna Lorichs, född von Hofsten (1861–1921). Hon var gift 1910–1914 med kaptenen Ernst Lindh (född 1880) och 1915–1924 med sågverkstjänstemannen friherre Gösta Ehrenborg (född 1892).

## Offentliga verk i urval

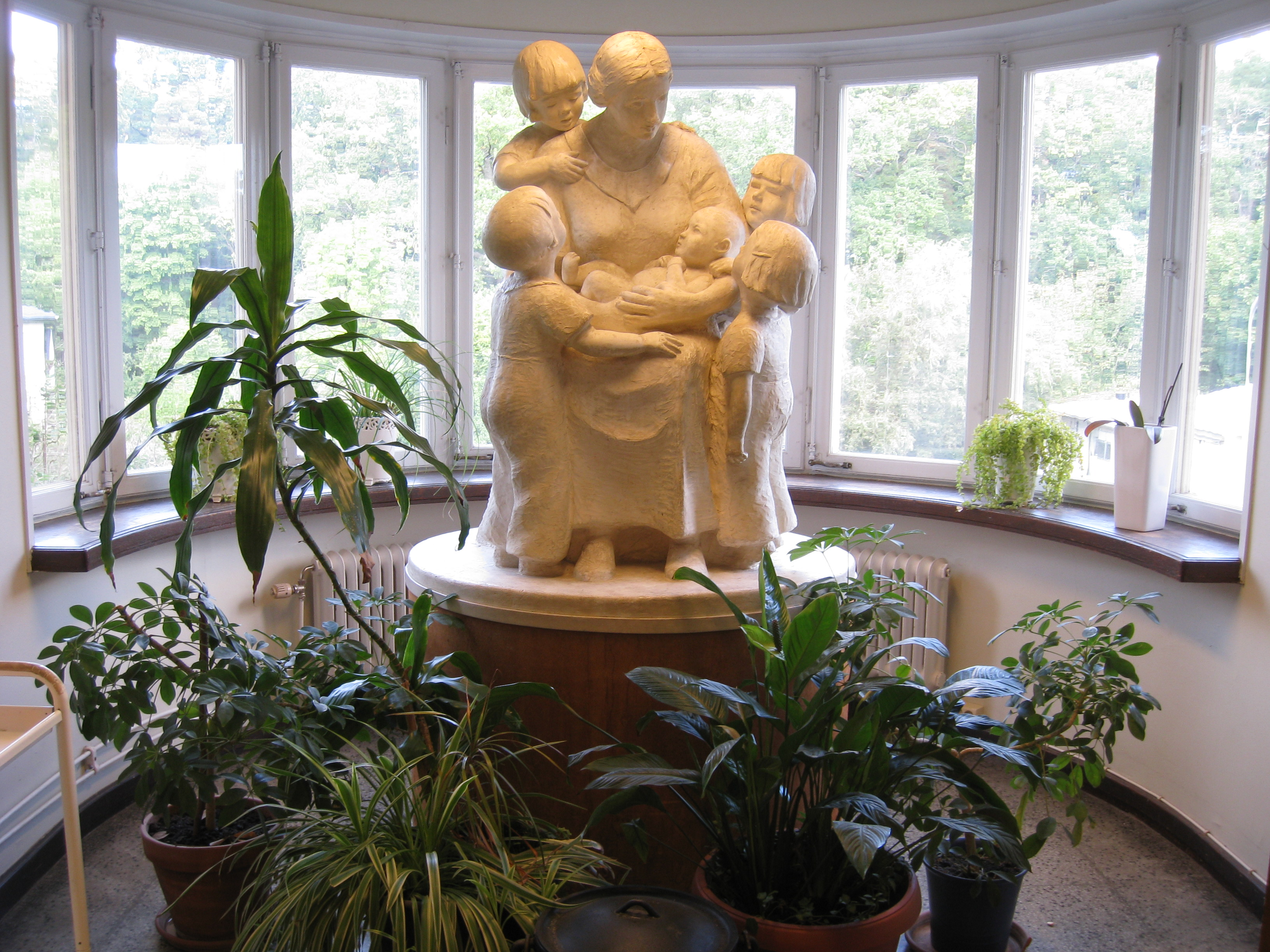
Gipsskulpturen Mor och barn av Signe Ehrenborg-Lorichs står i entrén till expeditionen i Olovslundsskolan i Bromma.

- Richard Dybeck, byst i brons över Richard Dybeck, Dybeckgården, Odensvi i Västmanland, Köping. Bysten avtäcktes 1937 i närvaro av prins Wilhelm. Konstverket är gjutet i brons hos Meyers konstgjuteri, Otto Meyers konst-, metall- och zinkgjuteri i Stockholm.
- Odensvi kyrka, Västmanland, skulpturerna Egislus och ärkeängeln Mikael.
- Mor och barn, Olovslundsskolan i Bromma i entrén till expeditionen, skulptur i gips, 170 cm hög. Skulpturen skänktes 1945 till Olovslundskolan av konstnären.
- Den heliga Birgitta, statyett av brons i Birgittasalen i Västerledskyrkan i Bromma.[8][9]
- Drottning Filippa och enhörningen, Bivurparken i Köping, skulptur i brons, inköptes 1953. Skulpturen står på en 130 cm hög sockel och har en höjd av 80 cm. Skulpturen föreställer Drottning Filippa som levde under 1400-talet och var maka till unionskungen Erik av Pommern. Drottningen fick en del av sitt underhåll av Laglösa Köping, därav anknytningen till staden.[4]